# Пробни пилот
Тест пилот је пилот авиона често са додатним тренингом да лети и процени експерименталне, новопроизведене или модификоване авионе са специфичним маневрима, познатим као технике тест лета.
1950-их година, један пробни пилот умире сваке недеље, али ризик је смањен сазревањем ваздухопловне технике, бољим копненим испитивањима и симулацијом перформанси летелице, технологијом као што је електрична команда лета, а у последње време, употреба беспилотних летелица за експериментална испитивања ваздухопловних летелица. Још увек управљање експерименталним авионима остаје једно од најопаснијих видова летења.

## Квалификације тест пилота
Тест пилот мора бити у стању да:
- Разуме план тестирања;
- Да се држи плана тестирања, лети авионом на веома специфичан начин;
- Пажљиво документује резултате сваког теста;
- Има одличан осећај за авионе, и осећа ако се авион понаша чудно и опише начин на који се то дешава.
- Брзо решавање проблема, ако се нешто деси са авионом током испитивања;
- Да се носи са много различитих ствари које могу да пођу по злу.
- Ефикасно комуницира са инжињерима.

Пробни пилоти морају имати одлично знање ваздухопловне технике, да би разумели како и зашто су авиони тестирани. Они треба да буду изнад просечног пилота са одличним аналитичким способностима.
Пробни пилоти могу бити експериментални и инжењери тест пилоти(истражују кактеристике нових типова авиона у процесу развоја) и производни тест пилоти (потврђују карактеристике нових авиона како силазе са производне траке); многи пробни пилоти ће обављати обе улоге током њихове каријере. Савремени пробни пилоти често добијају формално знање од високо-селективних војних школа за тест пилоте, мада и други пробни пилоти добијају обуку и искуство из цивилних институција и/или компанија-произвођача.

## Историја
Тест летови су као систематичне активности почели у време Првог светског рата, у краљевској авијацијској институцијији (КАИ) у Великој Британији. 
"Експериментални лет" је формиран у Централној школи за летење.
Током 1920-их, тест лет је био ревидиран од КАИ у Великој Британији, и Национални саветодавни Одбор за аеронаутику (НАКА) у САД. 1950-их година, НАКА је претворена у Националну ваздухопловну и свемирску администрацију , или НАСА. Током година радило се на стабилности и управљивости, испитивања летелица је еволуирало у правцу квалитативне научне професије. На инсистирање Председника Двајта Д. Ајзенхауера, први амерички астронаути, Меркури Седам, били су сви војни пробни пилоти, као што су неки од каснијих космонаута.
Најстарији школа за тест пилоте у свету је оно што се сада зове Империја школа за тест пилоте (мото "Учити за тестирање - Тестирати ради учења"), у РАФ-у Боскомб-Даун у Великој Британији. Постоји читав низ сличних установа у свету. У Америци, у Сједињеним Америчким Државама, Школа за тест пилоте америчке авијације  у Едвардс ваздухоплонвој бази, Америчка војно-поморска школе за тест пилоте. 

## Познати пробни пилоти
- Нил Армстронг